# 李明波
李明波（1950年5月—），湖北浠水人。中华人民共和国政治人物。1976年6月加入中国共产党。中共湖北省委党校在职研究生学历。

## 生平
1978年11月任共青团黄冈地委干部、副部长、部长、副书记、书记。1989年5月任黄冈地区水利局局长、党组书记。1992年2月任红安县县长、县委书记。1994年11月任黄冈地委副书记、市委副书记。1998年3月任咸宁地委副书记、行署专员，咸宁市委副书记、市长。1999年8月任咸宁市委书记、市人大常委会主任。2006年3月任中共湖北省委常委，并兼任省总工会主席，省委秘书长、省委办公厅主任、省直机关工委书记、省委保密委主任。2010年3月任中央第五地方巡视组副组长（巡视北京、天津、山西、西藏、吉林、甘肃等地）。2013年2月任中央党的群众路线教育实践活动第六督导组副组长（督查黑龙江、吉林等地）。2014年2月任湖北省委党的群众路线教育实践活动第六督导组第一组长（督查荆门、随州等地）。。